# Старий Двор (Барановицький район)
Старий Двор (біл. Стары Двор) — село в Білорусі, у Барановицькому районі Берестейської області. Орган місцевого самоврядування — Крошинська сільська рада.

## Населення
За переписом населення Білорусі 2009 року чисельність населення села становила 141 особа.